# Leuna-Affäre
Leuna-Affäre ist die Bezeichnung für Schmiergeldzahlungen im Zuge der Privatisierung der Leunawerke und der aus dem VEB Minol hervorgegangenen Minol Mineralölhandel AG 1990/91. Der Skandal kam 1997 durch Ermittlungen der französischen Untersuchungsrichterin Eva Joly ans Licht. In der Folge wurden die französischen Manager Alfred Sirven und Loïk Le Floch-Prigent sowie der deutsche Lobbyist Dieter Holzer in Frankreich verurteilt.

## Hintergrund
Nach der Wiedervereinigung erfolgte eine Privatisierung der DDR-Betriebe durch die Treuhandanstalt, darunter auch die Raffinerie der Leunawerke und der zum Verhandlungszeitpunkt bereits sehr profitabel mit der Raffinerie verbundene Mineralölkonzern Minol. Es bestand der mehrfach öffentlich geäußerte politische Wunsch von Frankreichs Präsidenten François Mitterrand und Kanzler Helmut Kohl, dass diese beiden Unternehmen an den französischen Konzern Elf Aquitaine verkauft werden sollten. Dies sollte ein Symbol für das französische Engagement in Ostdeutschland sein und die Zahl der Wettbewerber auf dem deutschen Ölmarkt erhöhen. Der Verkauf erfolgte 1990/91.
Das kaufmännische Interesse von Elf Aquitaine selbst war anfangs eher gering. Die erworbene Anlage in Leuna (Sachsen-Anhalt) musste mit Milliardenaufwand quasi neu gebaut werden. Hinzu kamen umfangreiche Altlasten. Ein Interesse an zusätzlichen Raffineriekapazitäten bestand nicht. So konnte der Verkauf nur um den Preis einer hohen Subventionszusage erfolgen. Anders lag der Fall bei Minol. Das Unternehmen war Marktführer in den neuen Bundesländern und sehr profitabel. Weitere Interessenten an Leuna und Minol waren die BP-Gruppe, die Tamoil-Gruppe und das kuwaitische Unternehmen Q8.
In den Jahren 1992 und 1993 erfolgten über eine Liechtensteiner Briefkastenfirma Schmiergeldzahlungen in Höhe von 88,5 Millionen DM (heute kaufkraftbereinigt etwa 79 Millionen Euro) aus Schwarzgeldkassen von Elf und der Thyssen AG. Die Gelder wurden im Anschluss unter der Leitung von Dieter Holzer über ein umfangreiches Firmengeflecht in diversen Steueroasen gewaschen und an bis heute unbekannte Empfänger – mutmaßlich aus der deutschen Politik – weitergeleitet.

## Strafverfolgung in Frankreich (und Deutschland)
Angestoßen wurden die staatsanwaltlichen Untersuchungen durch einen Bericht der französischen Untersuchungsrichterin Eva Joly, die von Paris aus die Elf-Aquitaine-Schmiergeldaffäre aufdeckte. In einer Zusammenarbeit zwischen Joly und dem Genfer Ermittler Paul Perraudin wurden Unterlagen auch an die deutschen Behörden weitergeleitet.
Als Drahtzieher des dubiosen Transfers gilt der ehemalige Elf-Manager Alfred Sirven. In Frankreich wurden dafür verantwortliche Manager verurteilt, der ehemalige Konzernchef der Elf Aquitaine, Loïk Le Floch-Prigent, wurde zu drei Jahren Freiheitsstrafe verurteilt; Sirven zu fünf Jahren. Die Angeklagten erklärten, die Mittel wären im Rahmen der Leuna-Privatisierung geflossen. 2003 wurde der Lobbyist Dieter Holzer in Abwesenheit in Paris zu 15 Monaten Haft und zu 1,5 Millionen Euro Geldstrafe verurteilt. 
Laut den Ermittlungen der Genfer Staatsanwälte und der Untersuchungsrichterin Eva Joly passierte folgendes im Privatisierungsskandal Leuna-Minol: Die Lobbyisten Dieter Holzer und der Staatssekretär Ludwig-Holger Pfahls (CSU) inszenierten regelrechte Transaktionskaskaden. Zwischen 1987 und 1997 bewegten sie laut der Genfer Staatsanwaltschaft 130 Millionen Euro zwischen Liechtensteiner Trusts, Schweizer und Luxemburger Banken, Offshore-Firmen auf Antigua und in Panama. Der Genfer Untersuchungsrichter Paul Perraudin sieht darin eine „unsinnige wirtschaftliche Struktur, die einen konkreten Verdacht der Geldwäscherei begründet“. Unzählige Devisen- und Kassageschäfte zwischen den gleichen Banken über Konten eines anderen wirtschaftlich Berechtigten sind klassische Geldwaschtransaktionen. Das Verwirrspiel dieser Kick-back-Überweisungen dient dazu, den Fluss des Geldes und die Identität des Empfängers zu verschleiern.
1998 angeblich verschwundene Leunaakten waren als Kopien in mehreren Ministerien vorhanden.

## Trivia
Der Fernsehjournalist Ulrich Wickert nahm die Leuna-Affäre 2008 als Vorlage für seinen Kriminalroman „Der nützliche Freund“.